# Milagres (futebolista)
Marco Antônio Gonçalves Milagres, conhecido apenas como Milagres (Juiz de Fora, 23 de abril de 1966), é um ex-futebolista brasileiro, que atuava como goleiro. Atualmente é técnico de futebol.

## Carreira

### Jogador
Milagres foi revelado no Flamengo e ocupou a reserva de Zé Carlos entre 1987 e 1989. Ao todo, fez somente 10 jogos pelo clube. Então, no início dos anos 90, deixou o Flamengo, indo para o Moto Club de São Luís. 
Depois foi brilhar no América-MG, aonde sagrou-se campeão mineiro em 1993. Pelo clube, também venceu a Série B, de 1997 e a Copa Sul-Minas, de 2000. É um dos recordista de jogos com a camisa do Coelho, com 372 atuações.
Posteriormente, Milagres jogou pelo Santa Cruz e pelo Atlético-MG, entre 2001 e 2002.
Em 2003, encerrou sua carreira no Uberaba, clube do módulo II no Campeonato Mineiro.

### Treinador
Em 2004, candidatou-se a vereador pelo município de Belo Horizonte. 
Mais tarde foi ser treinador de futebol, começando no Juventus-MG em 2006.
Comandou as categorias de base do América Mineiro a partir de 2010, tendo durante o Brasileiro de 2011 comandado interinamente em um jogo o elenco principal. Também em 2011, levou o time sub-20 do América ao título do Campeonato Brasileiro da categoria. Em julho de 2012, passa a ser efetivado como treinador do elenco principal. Em janeiro de 2017, foi demitido do cargo de treinador do time sub-20 do América-MG.
Em junho de 2022, assumiu o North Esporte Clube. O treinador foi fundamental na campanha do título do Campeonato Mineiro da Segunda Divisão em 2022.

## Títulos

### Jogador
Flamengo
- Taça Guanabara: 1988 e 1989
- Torneio Internacional de Angola: 1987[2]
- Taça Jabes Souza Ribeiro: 1988[2]

América-MG
- Campeonato Mineiro: 1993
- Campeonato Brasileiro da Série B: 1997
- Copa Sul-Minas: 2000

Uberaba
- Campeonato Mineiro Modulo II: 2003

### Treinador
Juventus-MG
- Campeonato Mineiro - Segunda Divisão: 2005

América-MG
- Brasileiro Sub-20: 2011[5]

North Esporte Clube
- Campeonato Mineiro - Segunda Divisão: 2022[12]